# Navegantes de la Bahía
Los Navegantes de la Bahía fue un equipo de béisbol que iba a competir en la Liga Norte de Sonora con sede en Guaymas, Sonora, México y Empalme, Sonora, México.

## Historia
Fue fundado en 2014, y llegó para suprimir a las clásicas franquicias de Ostioneros de Guaymas y Rieleros de Empalme que participaron en la Liga Mexicana del Pacífico.
La zona de la bahía entre Guaymas y Empalme es históricamente fanática del béisbol. Para que el deporte rey no desapareciera de la región se optó por conjuntar a las franquicias de ambas ciudades en una sola, y de esta manera unir a todos en una misma afición. El escaparate elegido fue la Liga Norte de Sonora.
El nombre de "Navegantes" fue elegido sobre la base de una propuesta hecha por un aficionado, puesto que la directiva realizó un sondeo para decidir el nombre del club. Finalmente el equipo declinó su participación en el circuito.